# Lampaul-Guimiliau
Lampaul-Guimiliau (bret. Lambaol-Gwimilio) – miejscowość i gmina we Francji, w regionie Bretania, w departamencie Finistère. W 2013 roku populacja gminy wynosiła 2132 mieszkańców. Przez miejscowość przepływa rzeka Élorn. 